# Kanton Roquebrune-sur-Argens
Der Kanton Roquebrune-sur-Argens ist seit 2015 ein französischer Wahlkreis im Arrondissement Draguignan, im Département Var und in der Region Provence-Alpes-Côte d’Azur; sein Hauptort ist Roquebrune-sur-Argens.

## Gemeinden
Der Kanton besteht aus elf Gemeinden mit insgesamt 53.248 Einwohnern (Stand: 1. Januar 2022) auf einer Gesamtfläche von 534,86 km²:
| Gemeinde                     | Einwohner 1. Januar 2022 | Fläche km² | Dichte Einw./km² | Code INSEE | Postleitzahl |
| ---------------------------- | ------------------------ | ---------- | ---------------- | ---------- | ------------ |
| Bagnols-en-Forêt             | 3.049                    | 42,90      | 71               | 83008      | 83600        |
| Callian                      | 3.794                    | 25,42      | 149              | 83029      | 83440        |
| Fayence                      | 6.024                    | 27,68      | 218              | 83055      | 83440        |
| Mons                         | 873                      | 76,63      | 11               | 83080      | 83440        |
| Montauroux                   | 6.787                    | 33,54      | 202              | 83081      | 83440        |
| Puget-sur-Argens             | 8.473                    | 26,90      | 315              | 83099      | 83480        |
| Roquebrune-sur-Argens        | 15.006                   | 106,10     | 141              | 83107      | 83520        |
| Saint-Paul-en-Forêt          | 1.747                    | 20,26      | 86               | 83117      | 83440        |
| Seillans                     | 2.852                    | 88,66      | 32               | 83124      | 83440        |
| Tanneron                     | 1.723                    | 52,78      | 33               | 83133      | 83440        |
| Tourrettes                   | 2.920                    | 33,99      | 86               | 83138      | 83440        |
| Kanton Roquebrune-sur-Argens | 53.248                   | 534,86     | 100              | 8311       | –            |